# 托普夫施泰特
托普夫施泰特是德国图林根州的一个市镇。总面积10.78平方公里，总人口614人，其中男性314人，女性300人（2011年12月31日），人口密度57人/平方公里。